# Фреди Хъбърд
Фредерик (Фреди) Диуейн Хъбърд (на английски: Frederick Dewayne „Freddie“ Hubbard) е американски джаз тромпетист.
Главно е познат като представител на бибопа, хард бопа и пост-бопа, което обхваща периода от ранните 60-те години до по-късни времена. Неговият неповторим и влиятелен тон обогатява модерния джаз и бибоп с нови перспективи. свири на тромпет, флигорна, корнет, мелофон.

## Кариера
В началото Хъбърд свири на мелофон и тромпет в гимназията, в Арсенал Текникъл Хай Скул, намираща се в Индианаполис, Индиана. Тромпетистът Лий Кецман, бивш сайдмен на Стен Кентън, препоръчва на младежа да се заеме с по-нататъшното си образование в Музикалната консерватория „Артър Джордан“ (сега Колеж по изкуствата „Джордан“ в университета „Бътлър“) при Макс Удбери, първи тромпетист в Индианаполиския симфоничен оркестър.
В юношеските си години работи на местно равнище с братята Уес и Монк Монтгомъри, както и с контрабасиста Лери Ридли и саксофониста Джеймс Сполдинг.
През 1958 г., на 20-годишна възраст, се преселва в Ню Йорк, и започва да свири с водещи музиканти от епохата, включително Фили Джоу Джоунс, Сони Ролинс, Слайд Хемптън, Ерик Доли, Джей Джей Джонсън и Куинси Джоунс. През 1960 г. Хъбърд прави първия си запис като лидер, в Open Sesame, с участието на Тина Брукс, пианиста Маккой Тайнър, контрабасиста Сам Джоунс и барабаниста Клифърд Джарвис.
През декември 1960 г. Хъбърд е поканен да свири на Орнет Колмановия Free Jazz: A Collective Improvisation, след като Колман го чува как свири с Дон Чери.
През май 1961 г. Хъбърд свири на Olé Coltrane, последната звукозаписна сесия на Джон Колтрейн с Атлантик Рекърдс. Той и Ерик Долфи са единствените сесийни музиканти, които участват в Olé и Africa/Brass, т.е. първият албум на Колтрейн с Ей Би Си/Импулс!.

## Филмография
- 1981 – Studiolive (Sony)[3]
- 1985 – One Night with Blue Note[4]
- 2004 – Live at the Village Vanguard (Immortal)[5]
- 2005 –  All Blues (FS World Jazz)[6]
- 2009 – Freddie Hubbard: One of a Kind[7]